# Mentzelia flumensevera
Mentzelia flumensevera là một loài thực vật có hoa trong họ Loasaceae. Loài này được (N.H. Holmgren & P.K.Holmgren) J.J. Schenk & L. Hufford mô tả khoa học đầu tiên năm 2009.